# Obereopsis elongatula
Obereopsis elongatula là một loài bọ cánh cứng trong họ Cerambycidae.